# Кубок Естонії з футболу 2007—2008
Кубок Естонії з футболу 2007–2008 — 18-й розіграш кубкового футбольного турніру в Естонії. Титул втретє здобула Флора.

## Календар
| Раунд        | Дата                         | Матчі | Клуби   |
| ------------ | ---------------------------- | ----- | ------- |
| Перший раунд | 11-25 липня 2007             | 7     | 71 → 64 |
| 1/32 фіналу  | 7-29 серпня 2007             | 32    | 64 → 32 |
| 1/16 фіналу  | 4 вересня - 24 жовтня 2007   | 16    | 32 → 16 |
| 1/8 фіналу   | 30 жовтня - 1 листопада 2007 | 8     | 16 → 8  |
| 1/4 фіналу   | 15-16 квітня 2008            | 4     | 8 → 4   |
| 1/2 фіналу   | 29-30 квітня 2008            | 2     | 4 → 2   |
| Фінал        | 13 травня 2008               | 1     | 2 → 1   |

## 1/16 фіналу
| Команда 1              | Рахунок      | Команда 2                |
| ---------------------- | ------------ | ------------------------ |
| 4 вересня 2007         |              |                          |
| ЕБС Тім (Таллінн) (4)  | 0:4          | Табасалу (3)             |
| 5 вересня 2007         |              |                          |
| Левадія                | 6:0          | Варріор (Валга) (2)      |
| Атлі (Рапла) (4)       | 0:1          | Мааг Таммека-2 (2)       |
| ГЮЙК (Еммасте) (3)     | 2:3 дч       | Естеве (Маарду) (4)      |
| 6 вересня 2007         |              |                          |
| Ківіилі Тамме Авто (3) | 0:2          | ТВМК                     |
| Кохіла Пюсівус (4)     | 1:4          | Тулевик-2 (Вільянді) (2) |
| Курессааре             | 0:5          | Транс (Нарва)            |
| Вялк 494 (Тарту) (2)   | 8:1          | Лоотос (Пилва) (4)       |
| 11 вересня 2007        |              |                          |
| Транс-2 (Нарва) (3)    | 1:1 пен. 5:4 | Аякс Ласнамяе            |
| Нимме Калью-2 (3)      | 2:3          | Елва (2)                 |
| 13 вересня 2007        |              |                          |
| Ганвікс (Тюрі) (4)     | 3:1          | Ентер (Таллінн) (4)      |
| 18 вересня 2007        |              |                          |
| Мааг Таммека-3 (3)     | 7:0          | Хайба (4)                |
| 25 вересня 2007        |              |                          |
| Тулевик (Вільянді)     | 1:2          | Калев (Таллінн)          |
| Спорт (Таллінн) (4)    | 0:10         | Флора                    |
| 26 вересня 2007        |              |                          |
| Мааг Таммека           | 2:2 пен. 3:2 | Нимме Калью (2)          |
| 24 жовтня 2007         |              |                          |
| Вапрус (Пярну)         | 1:3          | Флора-2 (2)              |

## 1/8 фіналу
| Команда 1            | Рахунок | Команда 2                |
| -------------------- | ------- | ------------------------ |
| 30 жовтня 2007       |         |                          |
| Флора                | 6:0     | Табасалу (3)             |
| Левадія              | 4:1     | Мааг Таммека-3 (3)       |
| Калев (Таллінн)      | 1:0     | Транс-2 (Нарва) (3)      |
| ТВМК                 | 1:3     | Мааг Таммека             |
| 31 жовтня 2007       |         |                          |
| Транс (Нарва)        | 9:1     | Естеве (Маарду) (4)      |
| Вялк 494 (Тарту) (2) | 3:1     | Тулевик-2 (Вільянді) (2) |
| 1 листопада 2007     |         |                          |
| Мааг Таммека-2 (2)   | 4:0     | Ганвікс (Тюрі) (4)       |
| 7 листопада 2007     |         |                          |
| Елва (2)             | 1:8     | Флора-2 (2)              |

## 1/4 фіналу
| Команда 1          | Рахунок | Команда 2     |
| ------------------ | ------- | ------------- |
| 15 квітня 2008     |         |               |
| Левадія            | 3:1     | Транс (Нарва) |
| 16 квітня 2008     |         |               |
| Мааг Таммека-2 (2) | 1:4     | Флора         |
| Сантос (Тарту) (3) | 0:3     | Мааг Таммека  |
| Калев (Таллінн)    | 1:3     | Флора-2 (2)   |

## 1/2 фіналу
| Команда 1      | Рахунок      | Команда 2    |
| -------------- | ------------ | ------------ |
| 29 квітня 2008 |              |              |
| Флора          | 1:1 пен. 4:1 | Левадія      |
| 30 квітня 2008 |              |              |
| Флора-2 (2)    | 0:3          | Мааг Таммека |

## Фінал
| 13 травня 2008 |

| Флора                          | 3:1 | Мааг Таммека       |
| ------------------------------ | --- | ------------------ |
| Пост 1' Хакола 47' (пен.), 64' |     | Оссипов 72' (пен.) |

| Кадріорг, Таллінн Глядачів: 500 Арбітр: Ганнес Каасік |